# 张晖
张晖（1977年11月14日—2013年3月15日），男，上海崇明人，青年文史学者，龙榆生研究专家。在南京大学本科三年级时，张晖就写出了《龙榆生先生年谱》，得到高度评价，后因患急性白血病早逝。

## 生平
1977年，张晖出生，为农家子弟，独生子女。1992年，在上海市崇明中学开始高中学业。在高中一年级时，张晖开始对古典诗词感兴趣，并继而对红学、钱学产生兴趣，沉迷于《红楼梦》并开始研读钱钟书的《谈艺录》和《管锥编》。高中三年级时，张晖得到了龙榆生的《唐宋词格律》，从此对龙榆生产生兴趣。高考后，张晖报考了南京大学中文系，其父起初因研究文学过于清贫而表示反对，但最终支持其儿子的想法。1995年，张晖如愿考入南京大学中文系，成为南京大学文科强化班第一期成员。
入读南京大学后，张晖结识日后相伴十八载的伴侣张霖。大二时，张晖花费四百元购进龙榆生主编的《词学季刊》一套，开始酝酿编写龙榆生年谱，同时在上海古籍出版社实习期间结识了龙榆生的公子龙厦材。张晖在老师张宏生的指导下，搜集资料，拜访了龙榆生的后人龙厦材和钱鸣瑛、徐培钧等龙氏门人，最终在本科三年级时完成了二十多万字的论文《龙榆生先生年谱》。张宏生为程千帆之学生，程千帆为龙榆生学生，龙榆生为黄侃学生，张晖之后治学颇受此学脉影响。《龙榆生先生年谱》完成后，张晖将其寄给吴小如，得到吴小如高度评价，认为“以这部《年谱》的功力而论，我看即使此日其他名牌大学的博士论文也未必能达到这个水平”，之后此论文成书出版，吴小如为之题写书名。本科毕业后，张晖继续跟着老师张宏生攻读硕士。
2002年，在南京大学毕业后，张晖前往香港科技大学攻读博士，师从陈国球。2006年，以论文《中国文学批判史上之〈诗史〉》获得博士学位，毕业后，张晖前往中国社会科学院古代文学所工作。2008年秋，张晖前往台湾中央研究院中国文哲研究所攻读博士后至2009年夏，指导老师为严志雄，期间接受耶鲁学派文本系读的训练，开展明清诗文的研究，成为其最后阶段的主要治学方向。2012年，张晖评上副研究员。
2013年3月12日，张晖在前往中国社会科学院古代文学研究室上班时身体不适，请假休养。2013年3月14日，在医院检查时发现病情严重，转院至北京大学人民医院途中昏迷。2013年3月15日下午4时26分，张晖因急性白血病在北京大学人民医院逝世。

## 评价

### 总体评价
- 张晖博士导师陈国球认为张晖是“旷世不一遇的有为学人”，认为其未来不是成为专家型学者，而是会成为大学问家[1][7]。
- 张晖博士后导师严志雄印象中认为张晖是“一直微笑，是个非常温柔敦厚的读书人”，其拥有的不同体系的知识使其具备做大学问的基础[4]。
- 哈佛大学教授王德威与张晖有一面之缘，在听说张晖去世后感慨“张晖的突然离世之所以给我们这么巨大的震动，是因为我们把他的不幸看作是我们共同命运的一种激烈版本。这不是一个人文主义者的美好时代。抑或，对人文主义者来说，是否真的有过那好时光？”，并在来信中表示张晖是非常优秀的学者，自己经常引用其著作《诗史》[4][7]。
- 同事张剑认为“张晖正处于学术的爆发期和成熟期，且格局、视野与时人迥然不同，上天哪怕再给他十年时间，相信他都会为学术界奉献出具有范式意义的著作”[2]。

### 著作评价
- 吴小如看过《龙榆生先生年谱》表示“我不禁惊诧，以这部《年谱》的功力而论，我看即使此日其他名牌大学的博士论文也未必能达到这个水平。甚至有些但务空谈、不求实学的所谓中年学者也写不出来，因为当前中、青年人很少能耐得住这种枯燥与寂寞，坐得住冷板凳”[4]。
- 陈国球对《诗史》评价为“本书是我所见讨论‘诗史’这个文学观念最为详切深明的著作”[1]。

## 著作
张晖发表有许多专著、论文，也曾主编过多部书籍，此外尚有部分书稿未能刊出，并计划写有帝国三部曲（《帝国的流亡：南明诗歌与战乱》《帝国的风景：清初诗歌与山水》《帝国的记忆：崇祯之死》）。下面列出部分著作。

### 专著
- 《龙榆生先生年谱》（2001年，学林出版社）
- 《诗史》（2007年，台湾学生书局）
- 《中国“诗史”传统》（2012年，三联书店）
- 《帝国的流亡：南明诗歌与战乱》（2014年，中国社会科学出版社，未完成遗稿，帝国三部曲之一）
- 《易代之悲：钱澄之及其诗》（2014年，人民文学出版社，未完成遗稿）

### 文集
- 《无声无光集》（2013年，浙江大学出版社）
- 《朝歌集》（2013年，浙江大学出版社）

### 合著
- 《清词的传承与开拓》（2008年，上海古籍出版社，与沙先一合著）

### 整理
- 《施淑仪集》（2011年，人民文学出版社）

### 主编
- 《量守庐学记续编：黄侃的生平和学术》（2006年，生活·读书·新知三联书店）
- 《中国韵文史》（2010年，商务印书馆）
- 《龙榆生全集》（2013年，上海古籍出版社）

## 延伸阅读
[在维基数据编辑]